# Ebersmunster
Ebersmunster är en kommun i departementet Bas-Rhin i regionen Grand Est (tidigare regionen Alsace) i nordöstra Frankrike. Kommunen ligger i kantonen Sélestat som tillhör arrondissementet Sélestat-Erstein. År 2022 hade Ebersmunster 571 invånare.

## Befolkningsutveckling
Antalet invånare i kommunen Ebersmunster
| Referens: INSEE |